# Метод Дюма

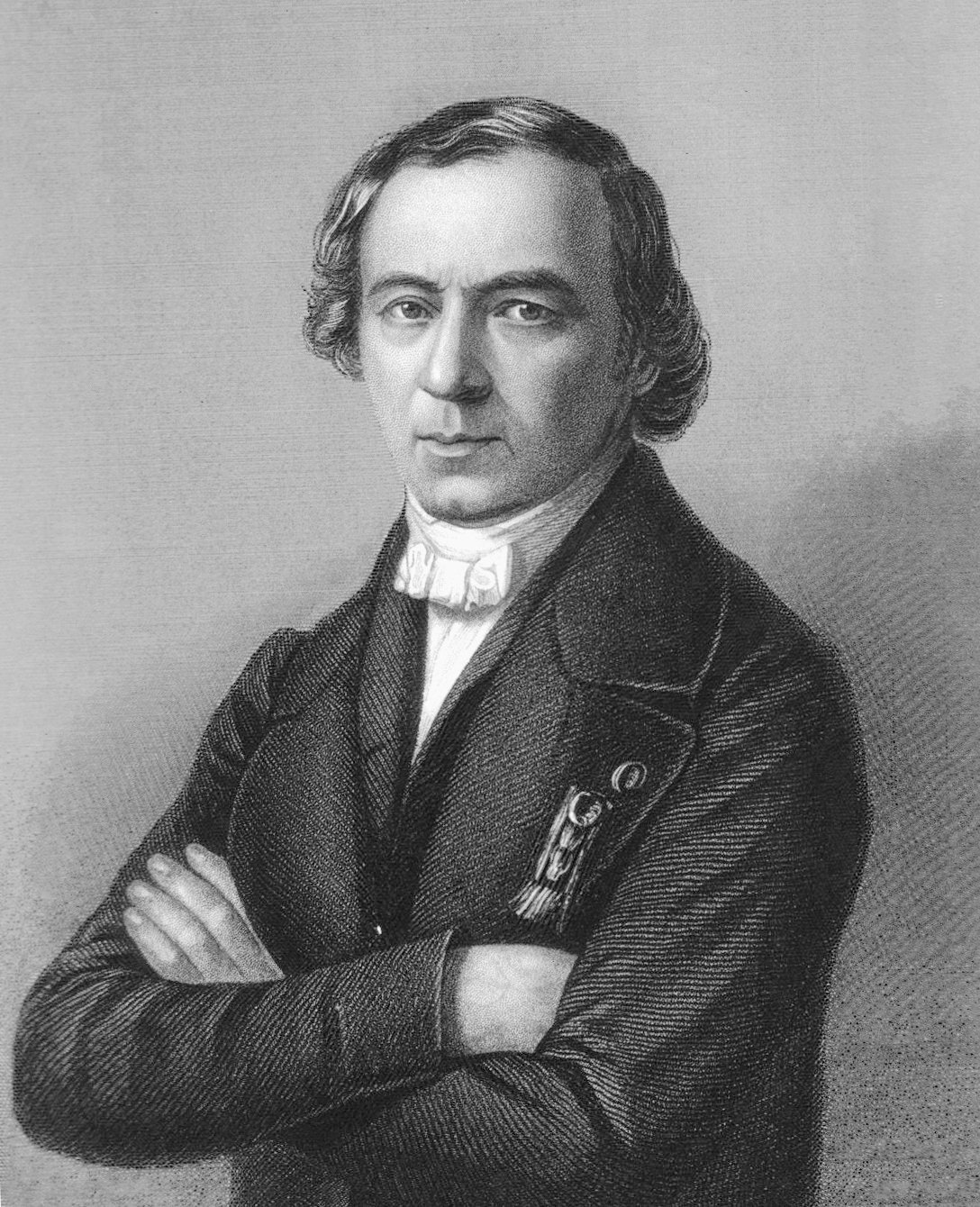
Жан-Батист Дюма

Ме́тод Дюма́ — волюмометричний метод визначення вмісту Нітрогену в органічних речовинах. Метод був розроблений французьким хіміком Жаном-Батистом Дюма у 1831 році.

## Хід визначення
Метод визначення за Дюма полягає у спалюванні нітрогеновмісної речовини, внаслідок чого утворюється вільний азот і суміш кількох оксидів, які відповідають основним поширеним елементам-органогенам: CO2, H2O, SO2. Газову суміш пропускають через розчин лугу, в якому розчиняються всі складові окрім азоту. Його об'єм виміюють спеціальним волюметром (азотометром) і на основі цього розраховують вихідний вміст Нітрогену в речовині.
Наважку досліджуваної речовини вносять до кварцової трубки. У трубці речовина змішується із оксидом CuO (змінним наповнювачем) і прокалюється при 550—650 °C. Сюди ж для повнішого розкладання також можуть додаватися каталізатори і невелика кількість кисню.
Оскільки при спалюванні наважки можливе утворення неповністю окиснених сполук (наприклад, CO, CH4), а утворені оксиди азоту необхідно відновити, у трубці створюється друга зона (постійний наповнювач), яка складається із поперемінно розташованих шарів порошкоподібної міді та її оксидів: мідь поглинає кисень, відновлює оксиди азоту, а її оксиди доокиснюють CO, CH4. Шари мають різну температуру. Так, окиснення метану на CuO відбувається при 800—900 °C, але за цих умов сам оксид розкладається і утворений кисень поглинається міддю. Шар із міддю має температуру, нижчу за 500 °C, для запобігання частковому відновленню CO2 до CO. Однак при недостатньому нагріванні шару міді оксиди азоту відновляться не повністю. Тому після шару міді створюється додатковий шар оксиду міді при 200 °C.
Продукти високотемпературного спалювання відносяться струмом газу-носія (зазвичай, вуглекислого газу) до розчину-поглинача. Газ-носій першопочатково створювався при розкладанні карбонату свинцю PbCO3. Більш сучасним варіантом є його добування в апараті Кіппа реакцією кислоти й карбонату кальцію.
Газовідною трубкою продукти реакції переносяться до концентрованого розчину гідроксиду калію, де кислотні оксиди поглинаються, утворюючи відповідні солі:
CO2 + 2KOH → K2CO3 + H2O
SO2 + 2KOH → K2SO3 + H2O
Після поглинання цих газів залишається тільки вільний азот, об'єм якого і вимірюється.

## Переваги та недоліки
Суттєвою перевагою методу Дюма над іншими способами аналізу Нітрогену є його швидкість — у сучасних автоматизованих аналізаторах визначення проводиться за кілька хвилин. Однак точність методу залежить від багатьох факторів: від кількості утворюваних побічних продуктів, що виходять із камери спалювання, герметичності обладнання, чистоти газу-носія тощо.